# Une vie de chien !
 (novembre 2021).
Pour les articles homonymes, voir Une vie de chien.
Une vie de chien ! est le 9e album de la série de bande dessinée Boule et Bill de Jean Roba. L'ouvrage est publié en 1973.

## Historique
En 1999, à l'occasion des 40 ans de la série, la collection a été refondue : les albums, qui comportaient auparavant 64, 56 ou 48 pages, sont uniformisés en 44 planches. Leur nombre passe ainsi de 21 à 24. Ainsi, les gags d'Une vie de chien ! sont repris dans les nouveaux albums n° 13 (Papa, Maman, Boule et… Moi ! et Nous !) et n° 14 (Une vie de chien !).

## Présentation de l'album
Boule, un petit garçon comme les autres, a comme meilleur copain Bill, son cocker facétieux. Outre Boule, Bill a une autre grande passion : Caroline, la mignonne tortue... L'album comporte une succession de bêtises et d'espiègleries de Boule et Bill.

## Personnages principaux
- Boule, le jeune maître de Bill.
- Bill, le cocker roux susceptible et farceur.
- Caroline, la tortue romantique amoureuse de Bill.
- Pouf, le meilleur ami de Boule.
- Les parents de Boule.

### Articles externes
- « Boule et Bill -9- Une vie de chien ! », sur bedetheque.com.
- Boule et Bill - Tome 13 : Papa, Maman, Boule et… Moi ! et Nous ! sur dupuis.com (consulté le 13 mars 2022).
- Boule et Bill - Tome 14 : Une vie de chien sur dupuis.com (consulté le 13 mars 2022).